# Konferenz von Spa

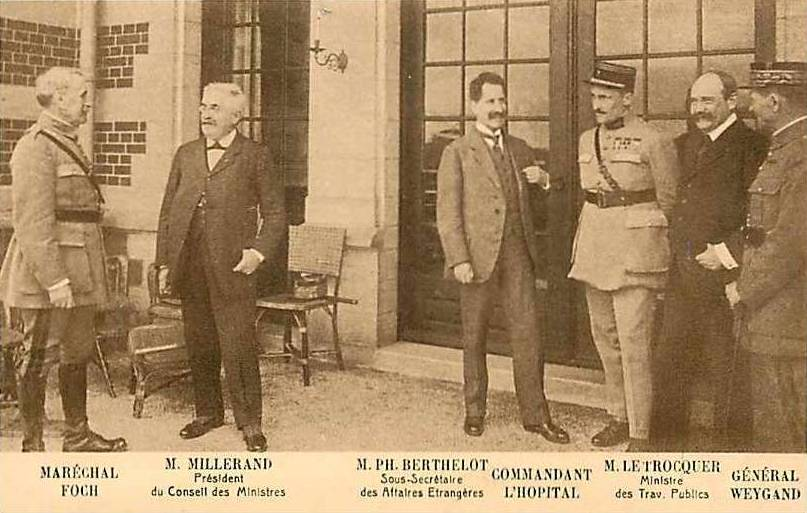
Die französische Delegation bei der Konferenz von Spa 1920 vor der Villa du Neubois im belgischen Spa

Die Konferenz von Spa fand vom 5. bis zum 16. Juli 1920 im belgischen Kurort Spa statt und war die erste Konferenz nach dem Ersten Weltkrieg, an der mit Reichskanzler Fehrenbach und Außenminister Simons wieder deutsche Staatsmänner teilnahmen. Der Tagungsort hatte symbolischen Charakter: Die Villa La Fraineuse war die Residenz des letzten deutschen Kaisers in Spa gewesen. Die alliierten Regierungen waren vertreten durch David Lloyd George, Lord Curzon (Großbritannien), Alexandre Millerand (Frankreich), Léon Delacroix, Paul Hymans (Belgien), Carlo Graf Sforza (Italien) und Chinda Sutemi (Japan).
Es ging um die Frage der Reparationen, die das
Deutsche Reich nach dem verlorenen Krieg an die Siegermächte zahlen sollte, sowie um die Entwaffnung Deutschlands. Hierfür nahmen Reichsfinanzminister Joseph Wirth, Reichswehrminister Otto Geßler sowie dessen Stellvertreter Hans von Seeckt an den Sitzungen teil.
Beschlüsse:
1. Herabsetzung der Kohlenlieferung
2. Erleichterte Lebensmittelversorgung der deutschen Bergleute
3. Verlängerung der Termine für die geforderte Abrüstung

Die Alliierten einigten sich zudem, welchen Anteil der Reparationsleistungen jedes Land erhalten sollte,
ohne dass die absolute Höhe der Forderung an Deutschland bereits festgelegt worden war. Demnach war eine Stückelung in Frankreich 52 %, England 22 %, Italien 10 %, Belgien 8 %, weitere Alliierte 8 % vorgesehen.